# 孙竹丹
孙竹丹（1882年—1911年）名元，又名铭，号竹丹。江苏省上元县人，中国民主革命家，中国同盟会安徽支部长。

## 生平
孙竹丹原籍江苏省上元县，后来移居安徽省寿州。清朝光绪二十七年（1901年）自江南陆军学堂肄业。光绪二十九年（1903年），留学日本入振武学堂学习军事。光绪三十一年（1905年），孙中山在日本东京成立中国同盟会，孙竹丹加入该会，被任命为中国同盟会安徽支部长。在日本期间，孙竹丹不仅学习军事，还曾研究《易经》、翻译日本小说，以宣传革命。他和宋教仁、王九龄、何天炯、钱兆湘等人来往密切。
宣统三年（1911年），宋教仁等人陆续回中国。孙竹丹在1911年6月间，译书成册之后，准备动身回国。但其他革命党人误将他认作清廷的密探，又怀疑革命党人熊成基在中国哈尔滨遇害和他有关，遂设计将他诱至东京郊外，以下棋之名，用铁哑铃击打其脑部将其杀害，随后分尸盛进箱中，抛入大海。孙竹丹遇害时年仅29岁。冯自由的《革命逸史》对此有详细记载：
孙元，一名铭，号竹丹。原籍江苏上元人，其先人乃医学大家，后由宁移居安微寿州。遂入寿州籍。元十九岁时，偕薛哲肄业于江南陆军学堂，即抱革命思想。癸卯岁（民前九年）被送出洋往日本，入振武学校习陆军，学期试验，屡取优等，夙以好学称于侪辈。乙巳（民前七年）秋孙总理偕留东诸志士发起同盟会，以谋光复，元亦列盟之一人，遂被举为安微同盟分会会长。奔走党务，胥猛勇精进，无反缩之色。丙午（民前六年）秋偕孙毓筠等，谋起义于江南。事败。毓筠被获入狱，元乃逃归日本，以图再举。后见同志某等往往以细故相龃龉，以致感情不洽，殊碍合作，元汉曰，中国英雄太多，所以不能团结，然革命事业又非团体不为功，遂从联络各个人感情入手，又以革命屡次功败垂成，实以经济不足为一大原因，极力主张非先解决筹备经济之问题，必不可谋光复事业之实进。已酉（民前三年）春适熊成基于安庆举义失败后亦到东，遂与成基及钱兆湘共谋筹备资金以备大举之策。先是成基由皖脱险。先逃至长春，由友人介绍寄居臧冠三家，臧系奉天人，年近六旬，乃马贼出身，外观仁义，实内奸险，成基居长未反，即因经济困难，且在内地总非善策，闻旅居日本同志甚多，欲往联络，以图再举。及至东京，元与一见如故，且助以旅费，同往牛込区市谷町澄吉馆，时留东党人因经费困乏，异党拮据。元探悉日本参谋部有所谓军事计划秘密书，颇于辽沈战局有关，若取而售诸俄人，大可得重资以供党用，遂多方弋获，卒偿所愿，于是成基赴满洲，元赴北京。各向俄人分途交金，同志时功玖、张昉、石德纯、梁荫卿等皆在京悉其事。时成基来电，招元云，此地运动略有眉目，若能成功，可得巨款，速迅来哈，元遂携三千金赴哈，交成基收用，谓闻东三省同志商起予等，欲购地开垦，君可将此款加入，成基亦然之，元在哈勾留约二星期。不料臧冠三家误闻成基由北京汇到巨款，致函成基欲借万金，成基得函甚为焦灼，力白无款。臧又来函相迫云，尔在吾家居有数月，现时年关将近，即不言交情，而伙食一项，汝亦不给耶，吾当向官吏告密。成基得信未作复，潜伏哈尔滨，是时适满清亲贵载涛由欧洲考察陆军返国，路过奉天，臧密告载涛，言安庆革命首犯熊成基来奉，潜居哈尔滨，欲谋炸贝勒，清吏即与俄人交涉，捕成基于哈尔滨，所有金钱亦为清吏抄去，押至奉天加害。而东督锡良因成基潜居臧家二次，未经告发，今次始行说出，明系为要求金钱不成，故而卖党，亦判臧十年禁锢。是时清政府得锡良来电云，有熊之同党孙铭号竹丹潜伏北京，清政府又下严拿孙铭之令，势颇岌岌，元于拿捕之令发出前一时，得程家柽密告，遂偕梁荫卿逃至天津日租界，然身无一文。幸在津得石德纯之助，始能避归日本。钱兆湘迎于车站，元穿破棉袍，形容焦灼，同志杨宝泰曾目睹之，元至日。遂闭门不出，日惟研究易经及译日文小说为伙食计，闲时与王九龄、何天炯、宋教仁、钱兆湘三四同志往来而已。辛亥春，赵声亦由香港至日本，赵与元无日不见，赵告之曰，现有人疑君作清政府侦探，此系君平时语言间买人恶感，故人记恨，以此恶名诬君，以后须慎之。是年春赵宋王何钱等皆相继回国。元于六月被同志某等误会为清政府侦探。疑与熊成基被害有关。遂有人设计诱至东京市外，下棋为由，使元不备，用铁哑铃击其脑，双目凸出而死，割尸数断，盛于箱中，以回国为名，带至船内，于夜间抛弃海中。死后其老父年已七旬，因思子心切，得疾而亡。元被害时年二十九岁，其夫人尚在，子一女一。至民国元年其死事之冤始渐为世人所觉察，于是同志宋教仁、刘揆一、何天炯、陈陶怡、柏文蔚、孙武、柳弃疾、张我华、徐血儿、王九龄、熊越山、李肇甫诸人遂发布公启，说述其被诬遇害始末，以白其冤云。孙武且语人，谓由日返国乃受其资助，可保证其必无卖熊成基之事云，不可谓非党人中一大冤狱也。
民国二年（1913年），孙竹丹的死因经过专案查结发布公启，其冤情方才大白。
孙竹丹为南社成员。柳亚子曾经撰写《孙竹丹传》，又根据钱兆湘所说撰写《孙竹丹事略》，还作有《为孙竹丹昭雪启》。后来将《熊案始末记》、《熊烈士供词签注》与柳亚子所作孙竹丹各稿汇为一卷，题为《孙烈士竹丹遗事》。

## 延伸阅读
- 柳弃疾等辑，孙烈士竹丹遗事，1917年